# 友誠
英國友誠（英語：Friends Provident）是一家提供人壽保險的組織，其總部位於英國。 它成立於一個隸屬貴格會的互助會，並在2001年股份化成為一個公開上市公司，不再與宗教組織有聯繫。 2011年3月29日，友誠將其交易名稱更改為Friends Life，儘管其註冊名稱仍保留為Friends Provident。
該組織的總部位於倫敦伍德街100號。 註冊辦事處位於薩里郡多爾金的Pixham End。 它是英國保險公司協會的成員，並受英国金融市场行为监管局監管。 它在倫敦證券交易所上市，並成為FTSE 100指數的一個組成部分，直到2009年11月被收購公司Resolution收購。F＆C資產管理公司於2009年從Friends Provident分拆。

## 外部鏈結
- 英國友誠國際 - Friends Provident - International（页面存档备份，存于）